# 3546 Atanasoff
3546 Atanasoff este un asteroid din centura principală, descoperit pe 28 septembrie 1983, de Eleanor Helin și Vladimir Șkodrov.